# Naoufel Khacef
Mohamed Naoufel Khacef, mais conhecido como Naoufel Khacef (Kouba, 27 de outubro de 1997), é um futebolista argelino que atua como lateral-esquerdo. Atualmente defende o Tondela.

## Carreira

### Bordeaux II
Em 2020, Khacef foi emprestado pelo Hussein Dey ao Bordeaux II por 6 meses.

## Seleção Argelina

### Sub-20
Em julho de 2015, Khacef foi convocado para a Argélia Sub-20.

### Principal
Khacef estreou pela Seleção Argelina em 29 de março de 2021.

## Estatísticas
Atualizado até 16 de agosto de 2021.

### Clubes
| Equipe            | Temporada         | Campeonato nacional | Campeonato nacional | Campeonato nacional | Copa nacional[a] | Copa nacional[a] | Copa nacional[a] | Competições continentais[b] | Competições continentais[b] | Competições continentais[b] | Outros torneios[c] | Outros torneios[c] | Outros torneios[c] | Total | Total | Total   |
| Equipe            | Temporada         | Jogos               | Gols                | Assist.             | Jogos            | Gols             | Assist.          | Jogos                       | Gols                        | Assist.                     | Jogos              | Gols               | Assist.            | Jogos | Gols  | Assist. |
| ----------------- | ----------------- | ------------------- | ------------------- | ------------------- | ---------------- | ---------------- | ---------------- | --------------------------- | --------------------------- | --------------------------- | ------------------ | ------------------ | ------------------ | ----- | ----- | ------- |
| Hussein Dey       | 2016–17           | 14                  | 0                   | 0                   | 2                | 0                | 0                | —                           | —                           | —                           | —                  | —                  | —                  | 16    | 0     | 0       |
| Hussein Dey       | 2017–18           | 21                  | 3                   | 6                   | —                | —                | —                | —                           | —                           | —                           | —                  | —                  | —                  | 21    | 3     | 6       |
| Hussein Dey       | 2018–19           | 22                  | 2                   | 1                   | 4                | 1                | 0                | 10                          | 0                           | 3                           | —                  | —                  | —                  | 36    | 3     | 4       |
| Hussein Dey       | 2019–20           | 3                   | 1                   | 0                   | 1                | 0                | 0                | —                           | —                           | —                           | —                  | —                  | —                  | 4     | 1     | 0       |
| Hussein Dey       | Total             | 60                  | 6                   | 7                   | 7                | 1                | 0                | 10                          | 0                           | 3                           | 0                  | 0                  | 0                  | 77    | 7     | 10      |
| Bordeaux II       | 2019–20           | 2                   | 0                   | 0                   | —                | —                | —                | —                           | —                           | —                           | —                  | —                  | —                  | 2     | 0     | 0       |
| Bordeaux II       | Total             | 2                   | 0                   | 0                   | 0                | 0                | 0                | 0                           | 0                           | 0                           | 0                  | 0                  | 0                  | 2     | 0     | 0       |
| Tondela           | 2020–21           | 17                  | 0                   | 0                   | 2                | 0                | 0                | —                           | —                           | —                           | —                  | —                  | —                  | 17    | 0     | 0       |
| Tondela           | 2021–22           | 2                   | 0                   | 0                   | 1                | 0                | 0                | —                           | —                           | —                           | —                  | —                  | —                  | 3     | 0     | 0       |
| Tondela           | Total             | 19                  | 0                   | 0                   | 3                | 0                | 0                | 0                           | 0                           | 0                           | 0                  | 0                  | 0                  | 22    | 0     | 0       |
| Total na carreira | Total na carreira | 81                  | 6                   | 7                   | 10               | 1                | 0                | 10                          | 0                           | 3                           | 0                  | 0                  | 0                  | 101   | 7     | 10      |

- a. ^ Jogos da Coupe d'Algérie, Taça de Portugal e Taça da Liga
- b. ^ Jogos da Taça das Confederações da CAF
- c. ^ Jogos do Amistoso